# EuroHockey Nations Challenge (Feld, Damen) 2009
Die EuroHockey Nations Challenge (Feld, Damen) 2009 ist die dritte Auflage der "C-EM". Sie findet vom 9. bis 15. August in Olten, Schweiz statt. Die beiden Finalisten steigen in die "B-EM" auf.

## Teilnehmer
- Österreich
- Tschechien
- Schweiz
- Georgien
- Slowakei

## Vorrunde
| Rang | Land       | Tore  | Punkte |
| ---- | ---------- | ----- | ------ |
| 1    | Schweiz    | 26:2  | 12     |
| 2    | Tschechien | 26:3  | 9      |
| 3    | Österreich | 16:10 | 6      |
| 4    | Slowakei   | 10:18 | 3      |
| 5    | Georgien   | 2:47  | 0      |

| Schweiz    | – | Georgien   | 17:0 |
| Österreich | – | Slowakei   | 5:2  |
| Tschechien | – | Georgien   | 13:0 |
| Schweiz    | – | Slowakei   | 3:0  |
| Österreich | – | Tschechien | 1:4  |
| Slowakei   | – | Georgien   | 8:2  |
| Schweiz    | – | Österreich | 4:1  |
| Slowakei   | – | Tschechien | 0:8  |
| Georgien   | – | Österreich | 0:9  |
| Schweiz    | – | Tschechien | 2:0  |